# Stevenage
Stevenage er en engelsk by i Hertfordshire, lige nord for London og øst for Luton.
51°54′06″N 0°12′07″V / 51.9017°N 0.2019°V